# Samsung Galaxy Tab S3
Samsung Galaxy Tab S3 je tablet s operačním systémem Android, který vyrábí a prodává společnost Samsung Electronics. Tablet spadá do série Samsung Galaxy Tab S a do nadřazené série Samsung Galaxy Tab, byl představen spolu s Galaxy Book na veletrhu MWC 2017 a poprvé byl uveden na trh 24. března 2017. Je k dispozici pouze ve variantách Wi-Fi a Wi-Fi/4G LTE.
Jeho nástupce, Samsung Galaxy Tab S4, byl oznámen 1. srpna 2018.

## Funkce
Galaxy Tab S3 je prvním zařízením od společnosti Samsung, na kterém je ve výchozím nastavení spuštěn systém Android Nougat. Poprvé od modelu Galaxy Tab 2 jsou k dispozici všechny jazyky, které dříve v jiných regionech chyběly.
Tablet v roce 2019 obdržel aktualizaci na Android Pie.
Zařízení je vybaveno 9,7" Super AMOLED displejem s rozlišením 2 048 x 1 536, který podporuje HDR video. Tab S3 je vybaven procesorem Qualcomm Snapdragon 820, 4 GB RAM, 32GB vestavěným úložištěm a 6000mAh baterií. Je také dodáván s perem S Pen řady Samsung Galaxy Note, jako první z řady Tab S.

## Přijetí
The Verge kritizoval fotoaparáty zařízení, které jsou „změkčené a rozmazané“, omezení multitaskingu a stísněnou klávesnici Pogo, zatímco chválil integraci pera S Pen a jeho nízkou hmotnost.
Matt Swider z Tech Radar uvedl, že tablet je zatím „nejlepší design tabletu Samsung“, pochválil přidání bezplatného stylusu S-Pen a obrazovku připravenou na budoucnost HDR, zatímco kritizoval nákladnou klávesnici a to, že tablet „nemůže nahradit notebook“.
Xiaomare Blanco ze serveru CNET také označil zařízení za nejlepší tablet společnosti Samsung a uvedl: „Samsung Galaxy Tab S3 je elegantně navržený tablet, který je vybaven schopným stylusem. Má úžasný displej AMOLED, snímač otisků prstů pro větší bezpečnost a uspokojivě hlasité čtveřice reproduktorů. Je to také první tablet s podporou HDR.“ Recenzent byl také zklamán, že načítání velkých aplikací trvá dlouho, zatímco přídavná klávesnice je drahý doplněk.
Max Parker z TrustedReviews si všiml dobrého doplňku v podobě HDR AMOLED displeje, pera S Pen a nízké hmotnosti, ale uvedl, že software „postrádá vybroušenost“, multitasking na zařízení „škube“ a že skleněná záda tabletu jsou „magnetem na otisky prstů“.